# Gillian Bristol
Gillian Bristol é uma diplomata de Granada, servindo como embaixadora da pequena nação nos Estados Unidos e no México. Ela foi a primeira caribenha a ser presidente da Associação do Pessoal da OAS (a organização profissional que representa os funcionários da OAS na administração da OAS).

## Infância e educação
Bristol é filha de Ruth e Carol Bristol e nasceu em St. Georges, Granada. O seu pai, Carol, é um proeminente advogado granadino que também actuou como Chefe de Justiça. Ela frequentou o St. Joseph's Convent High School em Grenada e Trinidad e Tobago, e recebeu diplomas de honra em línguas (BA) e direito (LLB) da University of the West Indies em Cave Hill, Barbados em 1988.

## Carreira
De 1992 a 2008, ela trabalhou para a Organização dos Estados Americanos (OEA), como secretária de vários comités afiliados ao Conselho Permanente da OEA, bem como Gerente de Programa no Comité Interamericano contra o Terrorismo. Ela foi eleita Presidente da Associação do Pessoal da OEA em 2007.
Em 2009, Bristol foi nomeada pelo primeiro-ministro Tillman Thomas como embaixadora do país nos Estados Unidos, onde chefiou a missão de Grenada em Washington, D.C.. Em 2010, ela também foi credenciada como Embaixadora não residente de Grenada no México. Após a eleição de 2013, ela foi substituída pelo Dr. E. Angus.
Em agosto de 2016, Bristol ingressou no recém-criado Escritório de Assuntos Globais da Universidade das Índias Ocidentais em Mona, Jamaica, e foi nomeado directora do Centro Latino-Americano e Caribenho (LACC).